# Crítica del juicio
La Crítica del Juicio o de la facultad de juzgar o del discernimiento es la última de las tres grandes críticas escritas por Immanuel Kant, publicada en 1790 y reeditada dos veces más en vida del autor.
La Crítica de la razón pura determinó que el entendimiento contiene principios constitutivos a priori en relación con la facultad de conocer; la Crítica de la razón práctica, que la razón contiene principios constitutivos a priori en relación con la voluntad. La Crítica del Juicio trata de determinar si el Juicio, facultad de conocimiento intermedia entre el entendimiento y la razón, contiene principios a priori, constitutivos o regulativos en relación con el sentimiento de placer y dolor (enlace entre la facultad de conocer y la voluntad).

## Introducción

### El Juicio y el principio de finalidad formal
El Juicio es la facultad de pensar lo particular como contenido en lo universal, subsumiéndolo; es determinante si lo universal es dado y reflexionante cuando, inversamente, solo lo particular es dado y debe encontrar lo universal. Si el primero opera según los principios del entendimiento, entonces el segundo, en consideración a lo que éstos dejan sin determinar en las leyes generales de la naturaleza, debe operar según un principio trascendental propio, pensando las leyes empíricas, como prescritas para nosotros, no para la naturaleza.
- Puesto que la finalidad de los objetos es su posibilidad según conceptos, que funcionan como sus causas finales, el concepto a priori con el que el Juicio reflexionante piensa la forma de la naturaleza, bajo leyes empíricas, es la "finalidad".[4]

Ha de haber un principio de la finalidad de la naturaleza, en la diversidad de sus leyes empíricas, con el que el Juicio reflexionante opere, para allanarle el camino al entendimiento, en su proceder al buscar conceptos empíricos. Un principio trascendental a priori, de carácter subjetivo y constitutivo del sentimiento del placer.
- La necesidad de las máximas, que el Juicio reflexionante coloca a la base de la investigación de la naturaleza y que hacen referencia a cómo se debe juzgar (no a cómo se juzga de hecho), descartan su origen psicológico o a posteriori, remitiendo, de inmediato a un principio trascendental y a priori. Principio, que es él mismo subjetivo, o máxima, ya que tan solo representa la manera en que hemos de proceder en la reflexión acerca de los objetos de la naturaleza, "sin añadir" nada a la misma, para tener una experiencia coherente, siguiendo el Juicio, en la búsqueda de las leyes empíricas su propia "ley de la especificación de la naturaleza".[d][5]
- La consecución del propósito de acomodar la naturaleza a nuestras facultades de conocer, ha de tener, como la de cualquier propósito, un vínculo con el sentimiento del placer, limitado precisamente a la relación del objeto con la facultad de conocer. Si efectivamente ocurre, que no sentimos placer o admiración en la comprensión de la naturaleza según conceptos empíricos (de su división unitaria en géneros y especies), es porque la costumbre lo ha ido confundiendo con el mero conocimiento.
- La representación sensible de un objeto, en la cualidad estética o subjetiva, que le es propia, acaba incluyendo siempre una "validez objetiva"; luego lo que, de suyo, es subjetivo en una representación, "lo que de ningún modo, puede llegar a ser un elemento de conocimiento", es el sentimiento de placer o dolor, que con ella va unido.Tal sentimiento va ligado, pues, no a algo que pueda ser percibido en el objeto, como una cualidad, sino a su finalidad: como lo subjetivo y previo a todo conocimiento del mismo. Placer en la representación de una cosa, significa que esta es "final" o adecuada a las facultades de conocimiento, que están en juego en el Juicio reflexionante: imaginación y entendimiento.[6]

### El Juicio estético y el Juicio teleológico
El carácter, previo a todo concepto empírico, solo es compatible con una representación a priori de una finalidad formal o subjetiva de la naturaleza y ha de recaer en el Juicio reflexionante, como facultad particular o: Juicio estético, con lo que no puede tener que ver, con una representación lógica de la finalidad de la naturaleza, la cual ha de recaer en el Juicio reflexionante en general o: Juicio teleológico.
- En un objeto dado en la experiencia, la finalidad puede ser representada subjetivamente (como concordancia de su forma en la aprehensión del objeto, antes de todo concepto, con las facultades de conocer) u objetivamente (como concordancia de su forma con la posibilidad de la cosa misma, según un concepto, que precede y encierra el fundamento de esa forma). La primera descansa sobre el placer inmediato en la forma del objeto llevada a reflexión, la segunda, sobre un conocimiento del objeto y nada tiene que ver con el sentimiento del placer.
- El Juicio estético es la facultad de juzgar la finalidad formal o subjetiva mediante el gusto (según el sentimiento de placer o dolor), el Juicio teleológico, la de juzgar la finalidad real u objetiva (mediante el entendimiento y la razón, según conceptos). Solo el Juicio estético contiene el principio a priori, que justifica, de antemano, una finalidad formal de la naturaleza, aunque deja sin determinar en qué casos el juicio ha de ser teleológico o determinante; el Juicio teleológico puede determinar, solo tras muchas experiencias, el que un producto de la naturaleza haya de ser juzgado como un cuerpo organizado.[7]

Así explica Carlos Pérez Soto la diferencia entre la finalidad formal contenida en el juicio estético (ligada a la Crítica de la razón práctica) y la finalidad material contenida en el juicio teleológico:
El uso que Kant hace de la finalidad es tramposo. Ustedes saben que la Crítica del juicio tiene dos partes: la teleología y, propiamente, la estética. Mi opinión es que lo que Kant necesitaba era hacer verosímil la articulación entre la Crítica de la razón pura y la Crítica de la razón práctica. Hacer verosímil sobre todo un detalle de la Crítica de la razón práctica: ¿Cómo sabe usted que leyes universales pueden ser discernidas para casos particulares? Entonces, Kant dice “mire es que  hay dos maneras en que eso se ve. Se ve en el juicio estético. En el juicio estético se logra juntar lo universal con lo particular.” Qué se yo. Por eso la famosa idea de que lo bello es un símbolo de lo moral. El símbolo en el sentido de que, no de que lo bello y lo moral tengan alguna conexión interna, porque Kant lo separa todo, sino de que lo bello muestra la posibilidad de conjugar lo universal y lo particular en un mismo acto. Otro modo de ver cómo lo universal y lo particular se articulan es el juicio teleológico. Y ahí hay que fijarse en la trampa que hace Kant. Él dice: la naturaleza se presenta ante nosotros como un reino de fines. No dice: la naturaleza es un reino de fines, sino que se presenta. Y entonces las manzanas parecen tener el tamaño adecuado para morderlas y los melones tienen justo unas rodajas para que la repartición en la familia sea justa. Esa idea de adecuación: el arcoíris aparece precisamente para consolarnos de la lluvia. Ahora,  Kant no creía que el arcoíris estaba para consolarnos. No: aparece ante nosotros. ¿Por qué? porque en el fondo, vemos proyectada sobre la naturaleza la teleología que las propias facultades de conocer contienen en ellas mismas. Y, entonces, en el particular manzana, está lo particular y la universalidad de la operación de conocer. Entonces, lo bello es un símbolo de la moral. Sin embargo, en Kant no hay finalidad real. Y en eso Kant, el colega Kant, es perfectamente profesor de  física. Newtoniano convencido. No se sale ni un punto de la Ilustración. En cambio, los románticos lo que hicieron fue afirmar la finalidad como finalidad real. O sea, las cosas tienden a… 

## Crítica del Juicio estético

### Analítica del Juicio estético

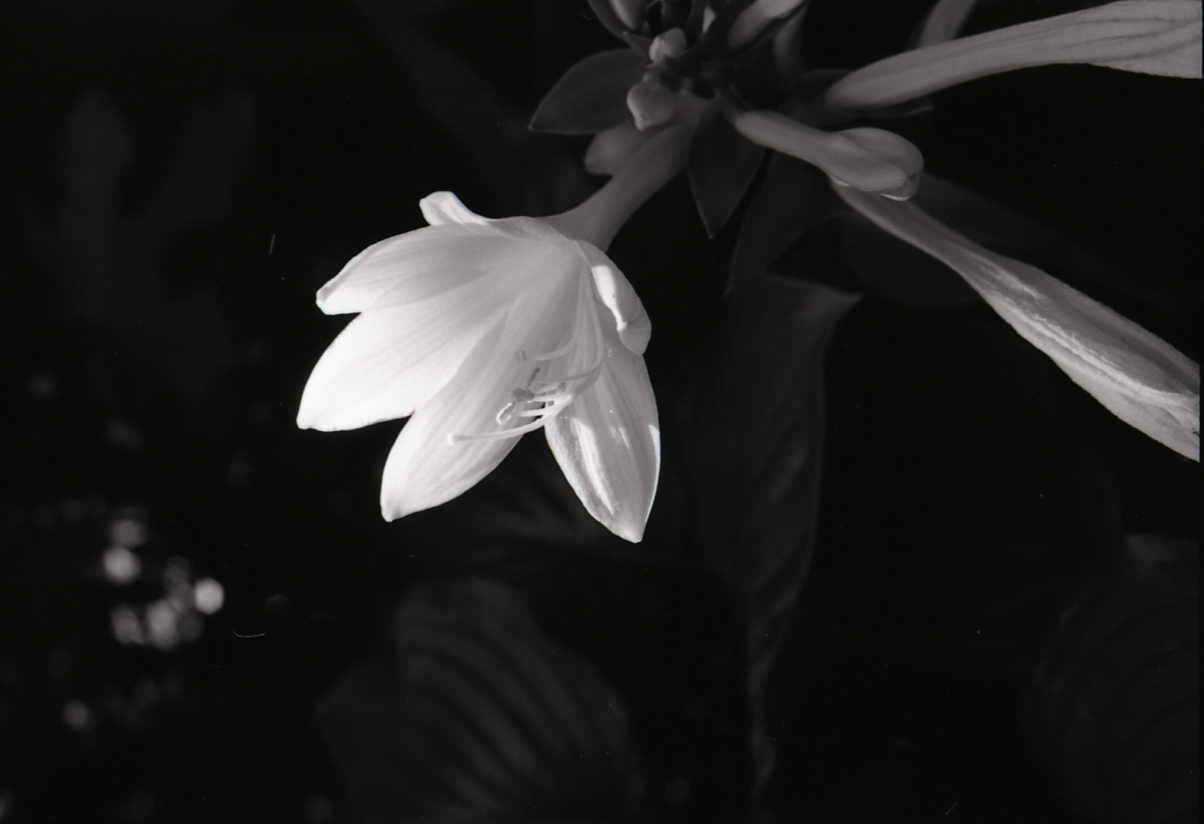
La bella flor.

#### Analítica de lo bello
El análisis de los juicios del gusto, dará las claves del predicado "bello" y dado, que al juzgar concurre aquí también el entendimiento, pues la imaginación ha de concordar con sus conceptos, pero sin determinar cuáles, dicho análisis ha de estar guiado por las funciones lógicas del juzgar.
Según la Cualidad los juicios de gusto no son lógicos, sino estéticos. Precisan una reflexión sobre el objeto en la que no median conceptos, haciéndose referencia en ellos no al conocimiento de objetos, sino a estados del sujeto (la representación no es referida al objeto, sino al sujeto); nada, pues, se designa en un objeto al afirmar o negar que es bello, sino una satisfacción del sujeto.
No una satisfacción interesada (vinculada a la voluntad del sujeto , de que un objeto exista), sino desinteresada (vinculada al sentimiento de placer y dolor en la mera contemplación del objeto). Son interesadas, la satisfacción en lo agradable (sentimiento que descansa totalmente en la sensación) y en lo útil y lo perfecto (sentimiento en el que media el concepto de un fin objetivo externo o interno, respectivamente).
Según la Cantidad los juicios de gusto poseen una pretensión de universalidad subjetiva, cuya confirmación no puede venir dada por conceptos, sino por adhesión de los demás.
Para que la satisfacción sea universal , el sentimiento de placer no puede preceder al juicio, sino que ha de ser consecuencia de la disposición anímica precognitiva, que el propio acto judicativo encierra. Expresión, pues, del estado del sujeto en el libre juego de imaginación y entendimiento, en cuanto éstos concurren en armonía para un "conocimiento en general".
Según la Relación, los juicios de gusto solo pueden expresar una finalidad subjetiva: sin fin alguno. Sin fines subjetivos, puesto que éstos son interesados, y sin fines objetivos, puesto que éstos precisan conceptos.
Los juicios de gusto serán juicios estéticos "puros" y no simplemente empíricos, en la medida en que la belleza se predique sin consideración a una satisfacción empírica (encanto y emoción) y de modo ajeno a un condicionamiento conceptual: la belleza de una flor es "libre", en la medida en que no se sustenta en qué es; por el contrario, la belleza humana o de un caballo es "adherente", porque presupone un concepto del objeto, al cual se vincula su pefección.
Según la Modalidad, los juicios de gusto poseen una necesidad subjetiva, basada en un principio de validez universal, cuyo carácter tiene que ser sentimental (no conceptual). Hay que suponer, pues, un "sentido común" o "efecto que nace del juego libre de nuestras facultades ".
Siempre que un objeto es dado, se pondrán en actividad imaginación y entendimiento para, respectivamente, juntar y unir lo diverso; disponiéndose en diferente proporción, según las diferencias del mismo, hasta que se suscite alguna, que disponga a ambos más ventajosamente para el conocimiento y que pueda solo determinarse por un sentimiento, que ha ser comunicable sin más, puesto que toda teoría del conomiento, si quiere evitar el escepticismo, ha de presuponer la universal comunicabilidad de ese conocimiento.

#### Analítica de lo sublime.

##### Lo bello y lo sublime
Si  lo bello puede tomarse como la exposición de un concepto indeterminado del entendimiento, por hacer referencia a la forma o limitación del objeto; lo sublime puede tomarse como la exposición de un concepto, también indeterminado, de la razón, por hacer referencia a un objeto sin forma, en el cual o por causa del cual nos representamos ilimitación y pensamos una totalidad de la misma.
Si en el primero la satisfacción está unida con la representación de la cualidad y un sentimiento de placer positivo (juego de la imaginación), en el segundo está unida con la representación de la cantidad y un sentimiento de placer negativo (seriedad en la ocupación de la imaginación: admiración o respeto).
Si la belleza natural parece tener una finalidad en su forma, mediante la cual el objeto parece estar determinado, de antemano, para nuestro Juicio; lo sublime (lo que en la intuición o aprehensión despierta en nosotros este sentimiento) parece contrario a un fin para nuestro Juicio, inadecuado y violento para la imaginación. Por eso podemos llamar bello a un objeto de la naturaleza, pero no sublime. El objeto es meramente propicio para tratar de exponer – siempre sin éxito – lo sublime de una idea de la razón.
- Lo bello está conectado con una finalidad de la naturaleza, lo sublime con una finalidad moral , independiente de aquella.Los juicios acerca de lo sublime son la expresión del estado del sujeto, en cuanto imaginación y razón concurren en oposición armónica, no para un conocimiento en general, sino para despertar el sentimiento de una razón pura.

##### Lo sublime matemático y lo sublime dinámico

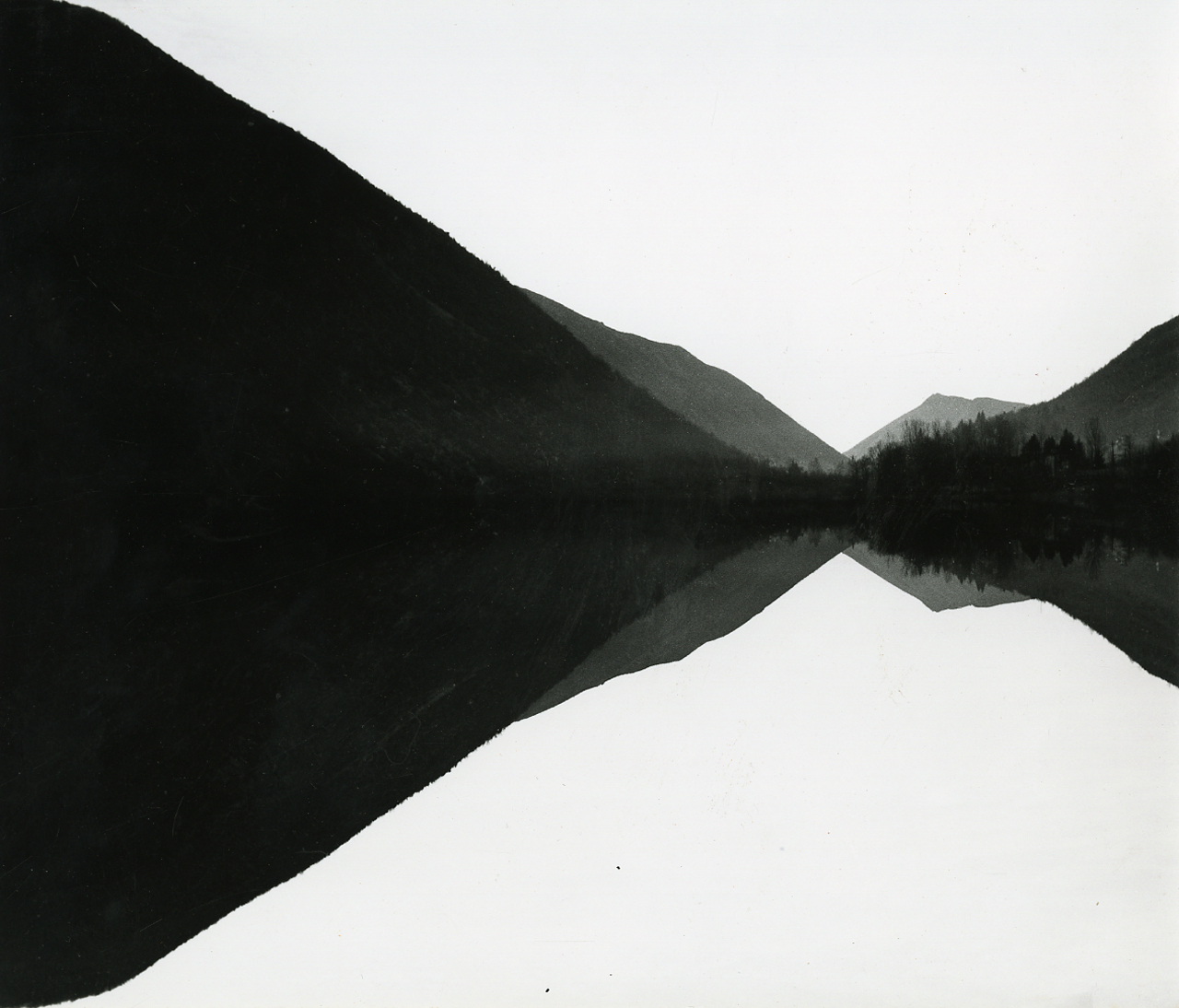
Lo sublime "matemático".

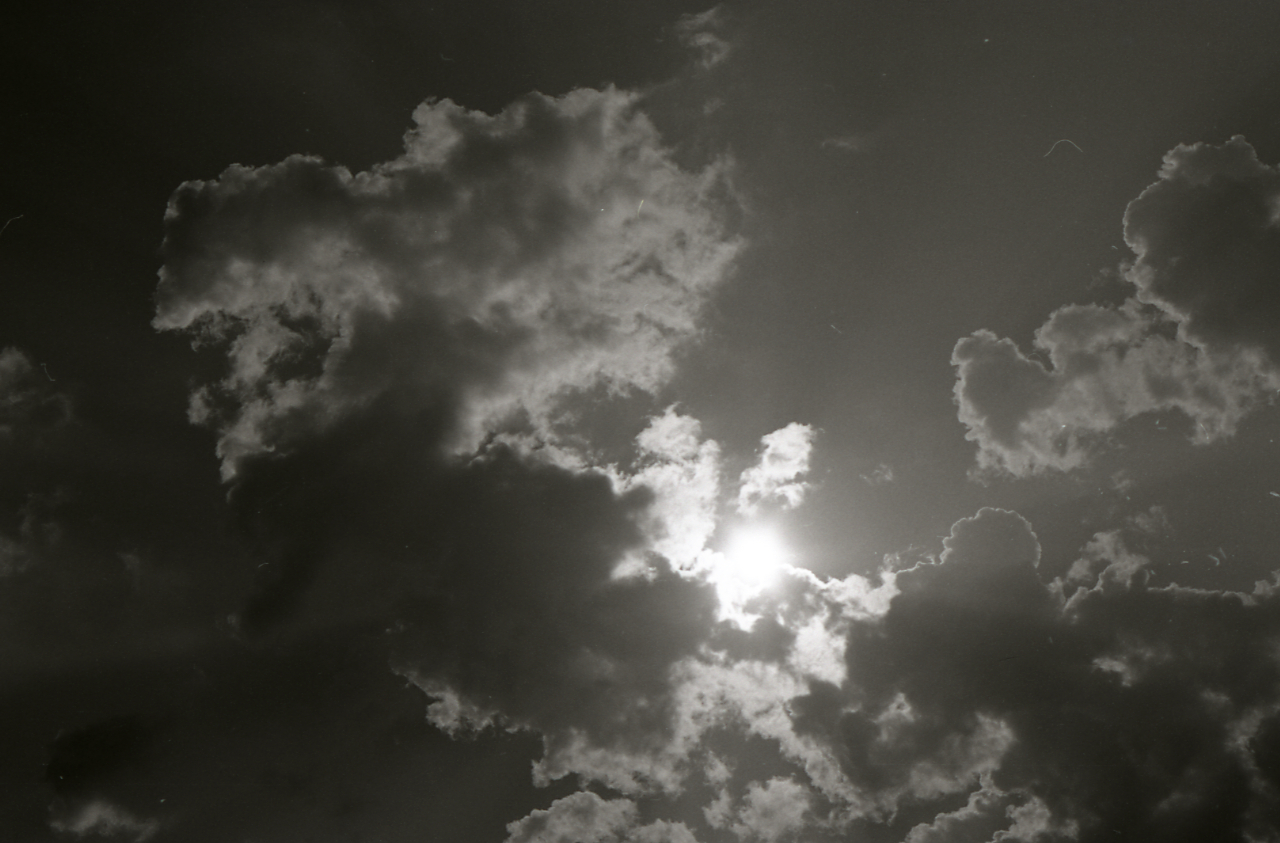
Lo sublime "dinámico".

Puesto que en los juicios acerca de lo sublime está implicado el Juicio estético, su análisis habrá de correr en paralelo al de lo bello. Pero, mientras que el juicio del gusto lleva aparejado un "reposo" del espíritu (contemplación), el cual arroja una noción unitaria de lo bello, el juicio acerca de lo sublime lleva aparejado un "movimiento" del espíritu (conmoción: atracción y repulsión ante su objeto), el cual arroja dos nociones de lo sublime : matemática y dinámica, según la imaginación refiera ese movimiento al entendimiento o a la voluntad, respectivamente.
- La determinación lógica u objetiva de una magnitud (el número) es, en último término, estética. La determinación estética de una magnitud infinita, es imposible para la imaginación (que siempre debe comprehender lo aprehendido) y, sin embargo, a ello le apremia la razón  (pues lo infinito o absolutamente grande – no solo comparativamente – ha de ser una idea de la razón) ante fenómenos naturales que se presentan como inconmensurables o "colosales".[12]
- Igualmente,[13] ante fenómenos naturales, que se presentan como fuerzas irresistibles o "temibles", es apremiada a imaginar, desde lugar seguro, en nosotros, como seres naturales, una fuerza que les contrarreste en absoluto, lo que resulta imposible (pues esa fuerza, en tanto que sobrenatural, ha de ser una idea de la razón).

La inadecuación del poder de la imaginación a las ideas de la razón, es lo que siente el sujeto como su superioridad, respecto a la naturaleza: al considerarla como matemático-sublime es pensada bajo un sustrato suprasensible y al considerarla como dinámico-sublime, es pensada bajo nuestra libre voluntad.
La elevación o carácter sublime, es del espíritu y corresponde al sujeto , que se la atribuye al objeto, por confusión de un respeto hacia este , en lugar de a la idea de la humanidad en nosotros. Si juzgar un objeto como bello expresaba una finalidad de este en relación con el Juicio, juzgar algo como sublime expresa una finalidad del sujeto en relación con ese algo.

##### La posibilidad de los juicios de gusto sintéticosa priori
La pretensión de validez universal y necesaria de los juicios estéticos puros, debe apoyarse en algún principio a priori, garante de la misma y que se borraría del horizonte, si se hubiera acometido, a la manera de E. Burke, una exposición empírica de estos juicios (acerca de cómo se juzga de hecho), en vez de una trascendental (acerca de cómo se debe juzgar).
La exigencia de un principio que justifique la finalidad subjetiva de (la forma de los objetos de) la naturaleza, solo es aplicable a los juicios de gusto, ya que la finalidad subjetiva de la naturaleza, juzgada como sublime, es solo un uso, que se hace de ella en conformidad con un principio moral en nosotros, lo que justifica, de inmediato, su pretensión de validez universal y necesaria.
Puesto que los juicios estéticos puros pretenden la validez universal y necesaria de juicios "particulares", que no están basados en conceptos ni son susceptibles de demostración, el principio a priori del gusto no puede ser un principio objetivo, sino un principio subjetivo del Juicio en general,  que ha de solucionar el problema de cómo son posibles los juicios sintéticos a priori del gusto.
- Los juicios de gusto, a diferencia del juicio lógico, presentan una universalidad y necesidad subjetivas, porque no hay en ellos subsunción de intuiciones bajo conceptos, pero han de conllevar, en tanto que productos del Juicio, la subsunción de la imaginación (facultad de las intuiciones o exposiciones) bajo el entendimiento, en cuanto la primera, en su libertad (tirando el esquema sin sujeción a concepto), concuerda con el segundo, en conformidad con leyes .Si en un juicio puro de gusto, la satisfacción no es, sino la finalidad subjetiva – de la forma de un objeto – para el Juicio en general (sin sensación sensitiva, ni concepto), entonces ello hace referencia a algo, que se puede presuponer en "todos" los hombres, como condición subjetiva " para un conocimiento posible".[18]

##### Filosofía del arte y consideraciones de estética

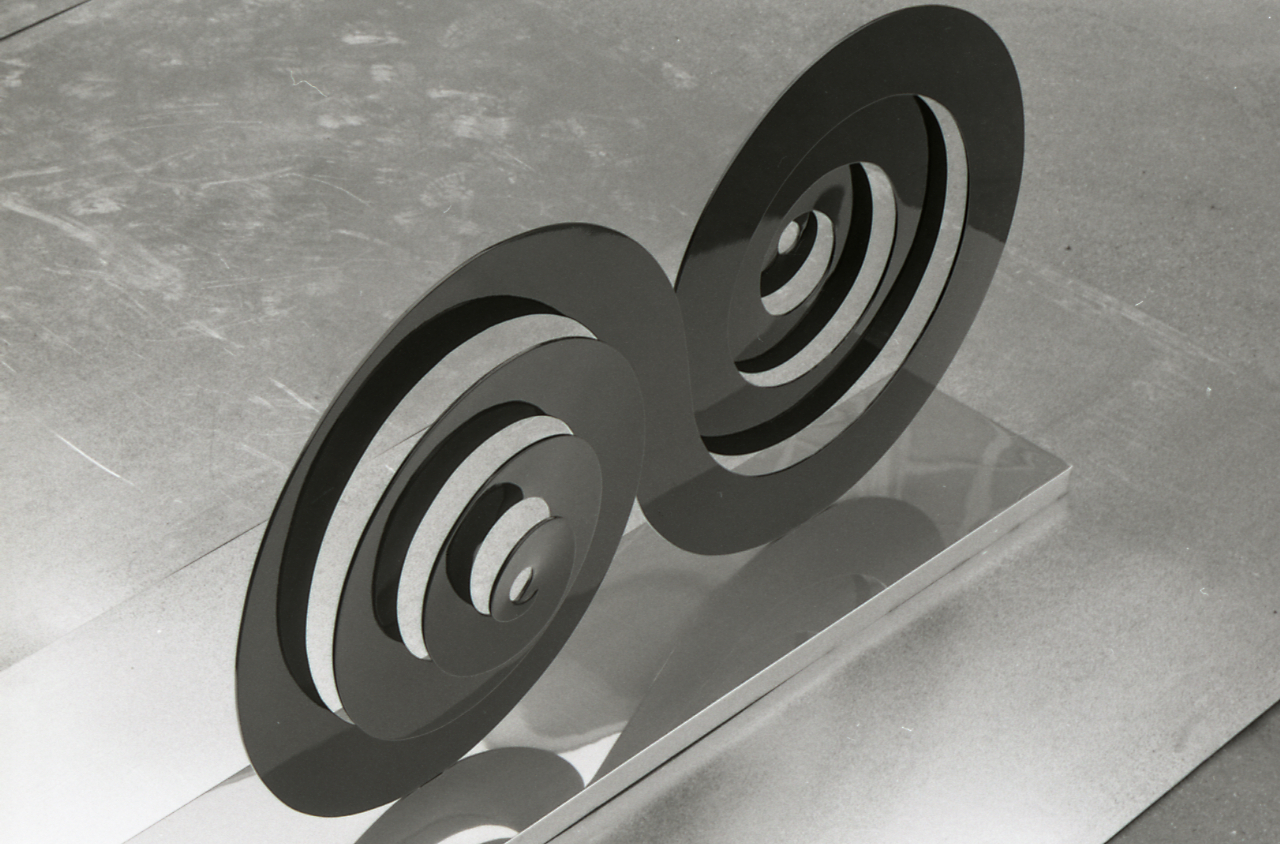
La forma"libre".

El arte bello es la producción "intencionada" de algo, que plazca en el mero Juicio o reflexión, no en los sentidos (arte agradable), ni en el entendimiento (artes mecánicas). Como todo arte, ha de llevar a cabo su producto según una regla, pero no una, que tenga a su base un concepto y determine la posibilidad de ese producto , sino dada por " la naturaleza " al sujeto; regla, pues, cuya paradoja estriba en no ser regla, pues nace del substrato suprasensible de todas las facultades del sujeto. Por eso el arte bello es arte de "genio", del que es su primera cualidad la originalidad ejemplar (susceptible de ser seguida) en sus obras. La finalidad de la forma del arte bello, con conciencia de que es arte y no naturaleza, siendo intencionada, debe parecer  tan libre de la violencia de las reglas, como si fuera un producto de la mera naturaleza .
Con todo, el genio es la capacidad de crear bellas representaciones de cosas, no cosas bellas (belleza natural) y  puesto que tampoco pueden ser aquellas fruto de la casualidad, sino que su producción ha de conllevar algún componente  menestral, habrá que presuponer un fin en la misma; de manera , que cuando se trata de arte, los juicios de gusto no pueden ser puros, pues como ocurría ya con algunos productos de la naturaleza, ponen a su base un concepto de lo que debe ser la cosa (perfección).
El artista habrá de referir la obra al gusto, hasta dar con una forma, que contente a este, cabiendo como resultado obras de arte con genio, pero sin gusto, y viceversa.
Preguntar si en el arte debe primar el genio o el gusto, equivale a preguntar, si ha de primar la imaginación (la producción de ideas estéticas) o el Juicio (la acomodación de aquellas ideas producidas en libertad a las leyes del entendimiento).
- En orden a conseguir un arte más " bello " que "ingenioso" , debe prevalecer el Juicio, que evita los posibles "absurdos" de la imaginación; sin que, por ello,  sea fútil el papel de esta, pues precisamente se trata de ella, cuando el arte ha de tener no solo gusto, sino también "espíritu" o capacidad de vivificar el alma.[20]

La imaginación reproductiva, cuya síntesis está sujeta a las leyes empíricas de asociación,  no puede estar implicada en el libre juego con el entendimiento, con lo que dicho juego ha de ser asunto de la imaginación productiva, única que puede poseer la capacidad creativa. Sin embargo, el libre juego que esta se trae con los conceptos del entendimiento, p.e en la poesía,  le es vetado,  de antemano, en el conocimiento,  porque ha de concurrir a él disponiendo la forma de los objetos en situación de sujeción a las leyes del entendimiento; de manera, que al juzgar lo bello natural ha de coincidir, que ella hubiera dispuesto, exactamente igual, la forma de los objetos, lo cual solo es viable en una situación de "conformidad con leyes, pero sin ley". Esta situación configura, propiamente, la que puede considerarse la capacidad creativa de la imaginación productiva, consistente en la producción de "ideas estéticas": intuiciones especiales motivadas por la reflexión, que mueven a pensar hasta en los objetos de la razón. Se llaman "ideas" porque, solo pretendidamente, pueden exponer esos conceptos y, fundamentalmente, porque son intuiciones internas, que nunca van a ser adecuadas a ningún concepto ni , por tanto, puede haber lenguaje (en sentido: cognoscitivo o enunciativo) que enteramente las exprese e interprete . 
En cualquier caso, esas ideas se solventan en todo lo que llamamos bello, la belleza es su expresión; la belleza natural, la expresión inmediata de ideas estéticas, que son suscitadas en la imaginación por la reflexión sobre una intuición dada de un objeto, sin concepto, y la belleza artística, la expresión mediata de ideas estéticas, que son suscitadas en la imaginación por un concepto, lo que requiere producir los objetos, cuyas bellas formas sean su expresión, disponiéndo así de la naturaleza dada para crear otra "superior" .
El que la belleza natural resulte ser la expresión directa de ideas estéticas, puede llevar a considerarla, a su vez, "símbolo" (exposición indirecta o por analogía) del bien moral. El que la belleza artística sea la expresión indirecta de ideas estéticas – a través de productos realizados por el hombre – puede conducir a una división de las bellas artes, análoga a los tipos de expresión humana o lenguaje  (en sentido: no cognoscitivo o enunciativo) : articulado (artes de la palabra), gestual (artes de la forma) y modulado (artes de la sensación).
- Dada la primacía de la forma, que se estableció en la analítica de lo bello, el elemento esencial en las artes de la forma ha de ser el "dibujo"(vs. el color). Igualmente, según las consideraciones establecidas acerca de la capacidad creativa de la imaginación, un estilo artístico basado en la estricta regularidad de la forma, en tanto que somete la imaginación a regla, encierra algo contrario al gusto (invitando sus formas más al conocimiento o a un uso particular, que a la mera contemplación), a diferencia de otro basado en formas libres.

## Dialéctica del Juicio estético
La posibilidad de formular juicios estéticos puros (de validez universal y necesaria) conlleva la ilusión, de que el gusto puede acabar cayendo en contradicción al hacerlo. Ha de considerarse, pues, si hay solución para la antinomia, según la cual: el juicio de gusto no se basa en conceptos, porque no admite demostración (estética empirista) y el juicio de gusto se basa en conceptos porque admite discusión y esta presupone acuerdo (estética racionalista).
Resulta obligado, como en las otras críticas, mirar por encima de lo sensible para hallar una solución. Ciertamente, el juicio de gusto no puede basarse en conceptos determinados (como los del entendimiento, que son determinables en la intuición), pero se ha de basar en algún concepto indeterminado (como las ideas de la razón , que son indeterminables en la intuición), a saber: el de un substrato suprasensible, que esté a la base del objeto sensible y del sujeto que juzga, constituyendo el "fundamento de la finalidad subjetiva de la naturaleza para el Juicio".
- La posibilidad a priori de una finalidad subjetiva de la naturaleza para nuestro Juicio, conlleva su idealidad;  las bellas formas naturales y artísticas no son realmente bellas o en sí (favor que nos otorga la naturaleza al mostrarse) sino formas, cuya belleza está en nuestra disposición anímica (favor que otorgamos a la naturaleza en su captación).[24]

## Crítica del Juicio teleológico

### Analítica del Juicio teleológico

#### La perfección de la naturaleza
De la naturaleza conocida según principios trascendentales sí se puede deducir, a priori, una finalidad subjetiva o estética de la misma, en sus leyes particulares, puesto que si el proceder de representación empírica, también es posible a priori en el pensamiento, entonces puede considerarse la naturaleza como apta para este en el disfrute de sus formas. Sin embargo, no ocurre así con la finalidad objetiva, que ni siquiera podemos certificar en la experiencia, sin haberla introducido antes ocultamente, por ser esta un tipo especial de causalidad, cuyo fundamento es un ser inteligente, que de suyo es ajeno al mero mecanismo y del que, por otra parte, este mecanismo tampoco precisa.
Se trata, pues, de un principio regulador del Juicio reflexionante, para investigar la naturaleza, mediante el cual , esta es pensada "como si"  operara en los objetos que produce, según conceptos y, consecuentemente, como "técnica"  por sí misma.
- Juzgar la naturaleza corpórea como técnica, "como si" la finalidad en ella fuera intencionada, no implica hacer de ella un ser de entendimiento (absurdo incompatible con la materia inerte) ni, por supuesto,  el producto de un artífice.

Para que haya derecho al juicio teleológico, la finalidad objetiva ha de ser "material o empírica" (conocida por experiencia y esencial al concepto del objeto) y no, como la de algunas figuras geométricas, "formal o intelectual" (cognoscible a priori y no esencial a su concepto). Ha de ser "interna" (efecto inmediato de su arte) y no meramente " relativa" al hombre (utilidad) u a otro ser (aprovechabilidad).

### Las cosas como fines de la naturaleza y el principio teleológico

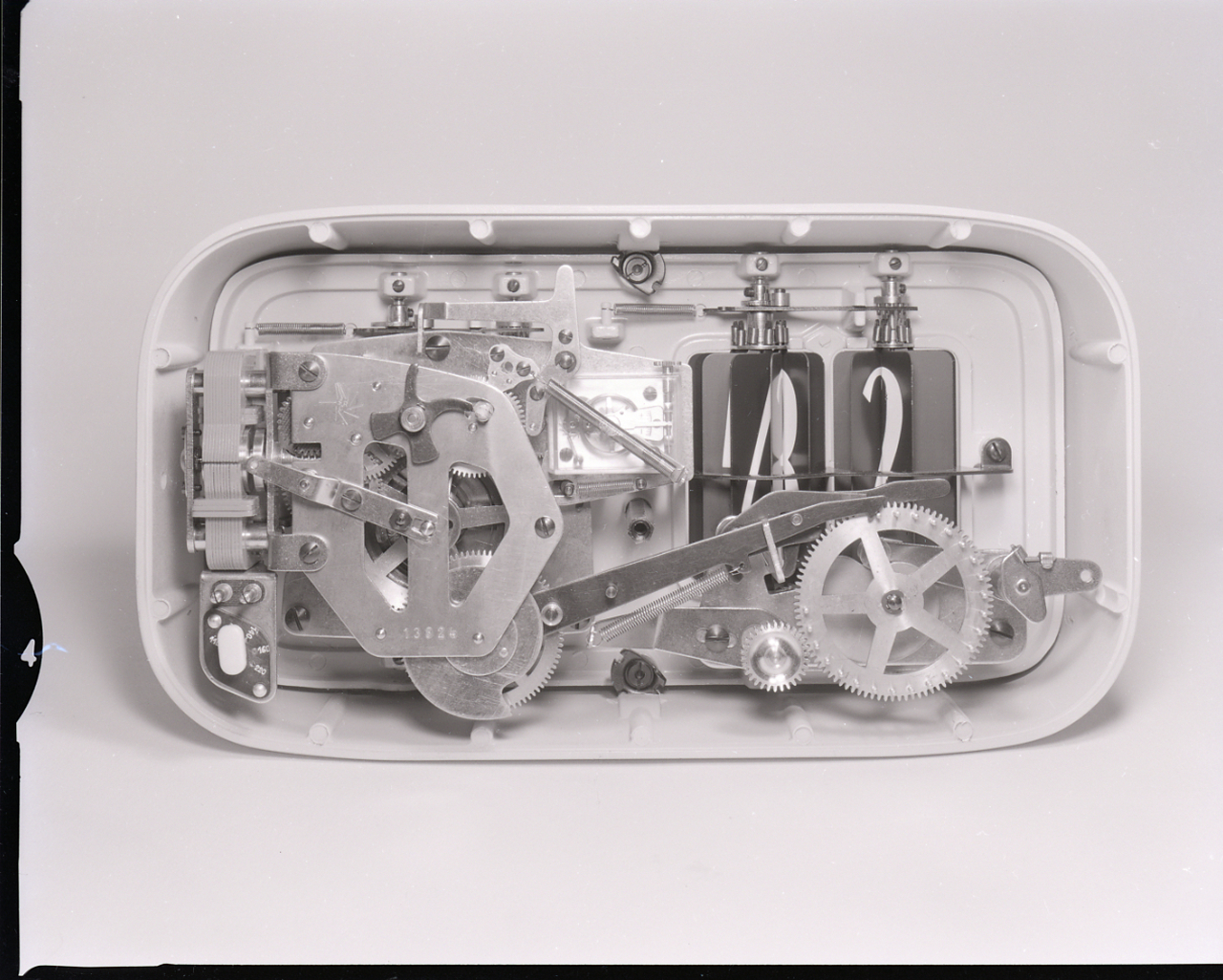
El artefacto.

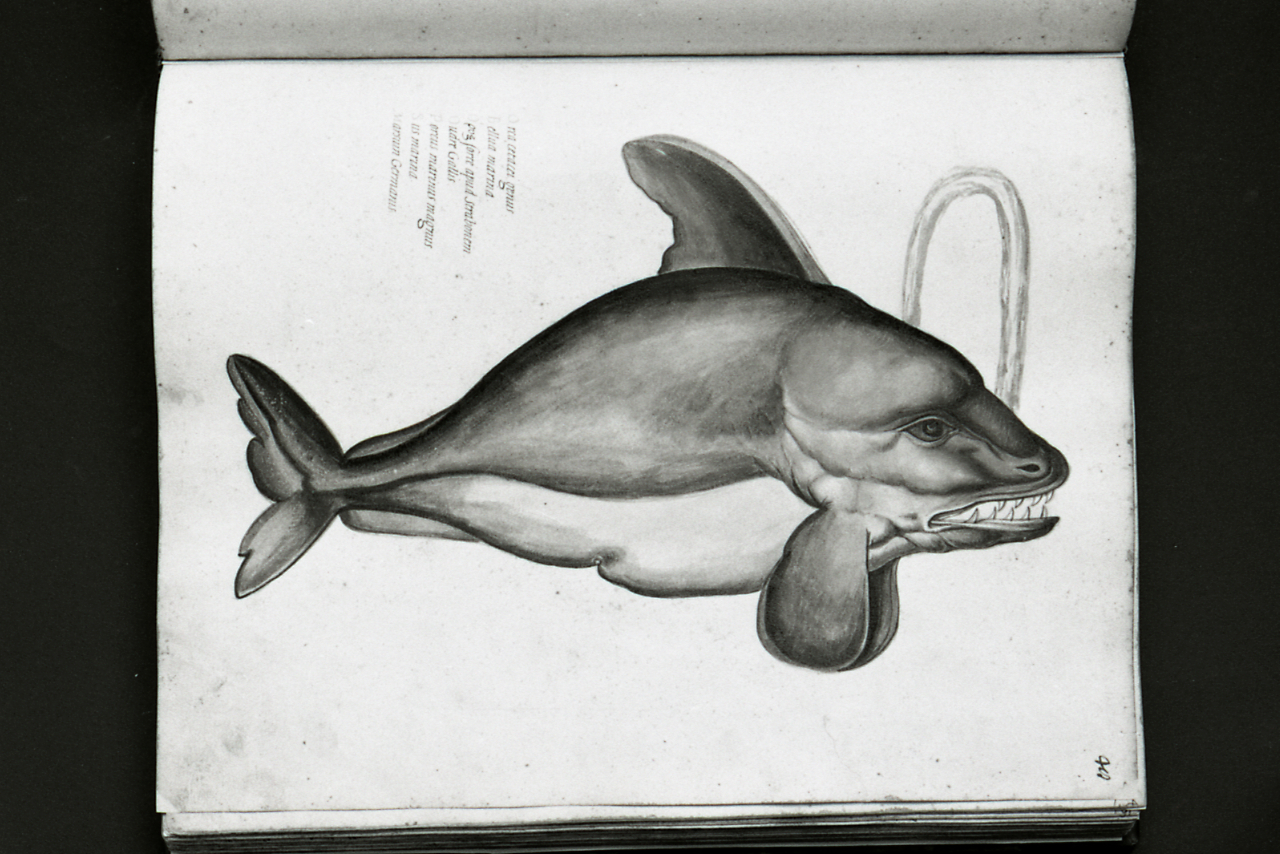
El ser organizado.

Para que una cosa sea considerada posible, solo como fin (producto de una causa que obra por conceptos), su forma presupone, por ser considerada como contingente,  conceptos de razón, pero para que sea considerada como fin de la naturaleza, requiere poder ser pensada como "causa y efecto de sí misma". A diferencia de la relación causal pensada por medio del entendimiento (de las causas eficientes), la relación causal pensada por un concepto de la razón (de las causas finales) permite entenderla como recíproca, es decir, los efectos también como causas.
En consecuencia, las cosas como fines de la naturaleza, no son meros artefactos (productos de un arte exterior a ellas mismas, en las que las partes – materia – solo son posibles, en relación con el todo, cuyo concepto determina la forma y el enlace de éstas como causa), sino " seres organizados" (producto de un arte interno a ellas mismas, en la que las partes son, entre sí, causa y efecto, haciendo posible un todo, cuyo concepto determina la forma y el enlace de éstas "no como causa", sino como base de conocimiento, para el que juzga). Seres, pues, en los que todo es fin y, a la vez, medio cuando son juzgados de acuerdo al principio de la finalidad interna.

## Dialéctica del Juicio teleológico
Así como en el Juicio determinante la operación de subsunción es inequívoca, en relación con la ley, que hay que aplicar (pues viene dada por el entendimiento), en el Juicio reflexionante, la tarea de subsumir bajo leyes aún no dadas, es susceptible de equívoco, según eche mano, para ello, como "máximas", de un principio a priori del entendimiento (según el cual toda la producción de la naturaleza  "debe ser juzgada" como posible, según leyes mecánicas) o de un principio de la razón (según el cual, algún producto de la naturaleza "debe ser juzgado" según la ley de las causas finales).
Considerando, que no pdemos conocer un principio interno (en lo suprasensible),  por el cual se explique de modo unitario la posibilidad de una naturaleza, que se manifieste con productos mecánicos y cuerpos organizados, la solución pasa por no confundir las máximas, con principios constitutivos del Juicio determinante (lo que sí implica contradicción) o, de modo más preciso, no confundir un principio del Juicio determinante con uno del Juicio reflexionante, la "heteronomía" del primero con la "autonomía" del segundo.

## La problematización del principio teleológico y su alcance
Cabe preguntarse si el principio teleológico, que es un principio subjetivo o máxima del Juicio, pudiera ser un principio objetivo, de acuerdo con el cual, la naturaleza produce no solo según causas eficientes (mecánicamente), sino también según causas finales, quedando aquellas como causas medias.
Pero la cuestión resulta indecidible, por ser la causalidad final, solo pensable por un concepto de la razón, del que no podemos conocer la garantía de su uso, que es su realidad objetiva (la posibilidad de que un objeto sea conforme a él). Es, por tanto, un principio subjetivo para el Juicio reflexionante o máxima necesaria del mismo, que le impone la razón. 
Kant remite, pues, la cuestión a una "característica propiedad de nuestras facultades de conocer". Por ello, se hace necesario recordar la eficacia de los principios regulativos, que son tan necesarios para el Juicio "humano", como los objetivos. Del mismo modo, que la razón debe admitir la idea de una necesidad y una causalidad incondicionadas (un ser absolutamente necesario y la libertad), debe admitir la de una regularidad de lo contingente (la finalidad). La diferencia con las otras ideas radica, en que esta no es un principio de la razón para el entendimiento, sino para el Juicio, pues allí donde al aplicar nuestro entendimiento, el Juicio no consigue ser determinante, precisamente por la constitución menesterosa del entendimiento discursivo, la reflexión habrá de guiarse por algún principio. Este guiarse el Juicio reflexionante por una máxima o principio regulador, que es un principio a priori de la razón(porque en el principio teleológico o de finalidad interna de los seres organizados, la finalidad es enunciada como universal y necesaria) conlleva, que dicho principio, nunca puede tener para nosotros un carácter superfluo: no solo " ninguna razón humana puede esperar absolutamente esperar comprender la producción, ni siquiera de una hierbecilla, por causas meramente mecánicas " sino que, además, permite descubrir leyes naturales, que quedarían escondidas bajo la consideración estrictamente mecánica de la naturaleza.
- Dada la subordinación[30] del principio mecánico al principio teleológico, en la consideración de los seres organizados, cabe retrotraer los reinos vegetal y animal a seres organizados de formas "menos finales", pero dado que aquel no puede ser obviado, la materia, según leyes mecánicas (ausencia de forma final) constituye el límite de esa retrospectiva y nos descubre el "instrumento" indispensable de la naturaleza para la producción de formas finales.

Una teleología completa parece estar abocada a fundar una teología (de hecho las cosas de la naturaleza, que solo encontramos posibles como fines, son la prueba principal, de su propia contingencia y de la de todo el mundo, por tanto, de la necesidad de una causa inteligente), por lo que conviene tener siempre presente el carácter de máxima del principio teleológico. Por otra parte, aunque el uso de este puede hacernos considerar la naturaleza como un sistema de fines y al hombre como su "último fin", no alcanzará a concebir a este como su " fin final", pues ningún ser natural puede ser un fin incondicionado. Donde se vislumbra ya, la limitación de la teleología para fundar una teología.

### Obras de Kant
- Kant, Immanuel. Crítica del Juicio. Ver notas a, D y c.
- Kant, Immanuel. Primera introducción de la Crítica del Juicio . Bilingüe; edición crítica y traducción de Nuria Sánchez Madrid , 2011 2ª ed. 2017 ISBN 9788416020867
- Kant, Immanuel. Sobre el uso de principios teleológicos en la filosofía.Traducción de N. Sánchez Madrid. Logos. Anales del Seminario de Metafísica Vol. 37(7-47), 2004 ISSN 1575-6866 Disponible
- Kant, Immanuel. Lecciones de Antropología. Fragmentos de estética y antropología. Edición crítica y traducción de Manuel Sánchez Rodríguez, 2015 ISBN 978-84-9045-261-5 . Estudio preliminar disponible

### Introducciones en español
- Aramayo R.R y Mas S. Estudio preliminar a la Crítica del discernimiento ( El papel del discernimmiento teleológico en la filosofía práctica de Kant, apart.I y Belleza y moralidad: la crítica del discernimiento estético, apart. II  ),2012  ISBN 978-84-206-6992-2
- García Morente, M. Introducción a la Crítica del Juicio y Bibliografía comentada por Agapito Maestre y Luís Martínez de Velasco.  ISBN 84-239-1967-6
- García Norro J. J y Rovira R. Introducción y esquema de la arquitectura de la Crítica del Juicio . Prólogo de M. Garrido La tercera aventura crítica de Kant. 2007 ISBN 978-84-309-4650-1
- Oyarzún P, Introducción a la Crítica de la facultad de juzgar 1992

### Manuales
- Abbagnano, N. Historia de la Filosofía vol. II 4ª ed. 1994 ISBN 84-85950-04-6 v. cap.XV , espec.apart. 528 y 529
- Bayer, Raymond. Historia de la Estética, 1961; Ed. FCE ISBN 968-16-0572-1 v. Parte tercera, apart. II. B.
- Ferrater Mora, J. Diccionario de Filosofía. Editorial B.Aires ed.5ª1964 ISBN v. artículos: Bello, Estética, Gusto, juicio (facultad de), Kant, Sublime y Teleología.
- Martínez Marzoa, F. Historia de la Filosofía vol. II, 1994 ISBN 84-7090-274-1 v. cap. 10, espec. Apart. 10.7-10.9
- Höffe O. Kant  v.  apart. V cap. 13, 1986 ISBN 84-254-1478-4

### Colecciones de artículos
- En Diánoia,  nº42 1996:

1. P.Guyer: Los principios del Juicio reflexivo trad. E. Lazos Ochoa
2. M.Caimi La función regulativa del ideal de la razón pura 
3. I.Cabrera Verdad y juicio reflexionante en Kant 
4. P.Stepanenko Sistematicidad y unidad de la experiencia en Kant 
5. D.Laserre La reflexión trascendental del lenguaje en la facultad de juzgar reflexionante
6. D.MªGranja El juicio reflexivo en la ética kantiana 
7. A.Anderson Juicio reflexionante, superstición y escepticismo trad. I.Cabrera
- En Kant's Critique of the Power of Judgment, Critical Essays edited by P. Guyer, 2003 . Rowman & Littlefiel Inc. Publishers:

1. P.Guyer Kant's Principles of Reflecting Judgment
2. N.Zangwill UnKantian Notions of Disinterest
3. C. Janaway Kant's Aesthetics and the "Empty Cognitive Stock"
4. A.Savile The Idealism of Purposiveness
5. E.Schaper Free and Dependent Beauty
6. M.Budd The Sublime in Nature
7.  D.W. Crawford Kant's Theory of Creative Imagination
8. B. Sassen Artistic Genius and the Question of Creativity
9. J.Kneller Imaginative Freedom and the German Enlightenment
10. L.Zuidervaart "Aesthetic Ideas" and the Role of Art in Kant's Ethical Hermeneutics
11. P. McLaughlin Newtonian Biology and Kant's Mechanistic Concept of Causality
12.  H. E. Allison Kant's Antinomy of Teleological Judgment
- En Kritik der Urteilskraft, Herausgegeben von Otfried Höffe , Akademie Verlag GmbH , Berlín 2008 ISBN 978-3-05-004342-5 :

1. O. Höffe Einführung in Kants Kritik der Urteilskraft
2. J.Bojanowski Kant über das Prinzip der Einheit von theoretischer und praktischer Philosophie ( Einleitung I-V)
3. R.Brandt Von der ästhetischen und logischen Vorstellung der Zweckmäßigkeit der Natur ( Einleitung VI-IX)
4. H.Gingsborg Interesseloses Wohlgefallen und Allgemeinheit onhe Begriffe ( &&1-9)
5. J. Rivera de Rosales Relation des Schönen (&&10-17),Modalität des Schönen (&&18-22)
6. M. Faessel Analytik des Erhabenen ( &&23-29)
7. C. Fricke Kants Deduktion der reinen ästhetischen Urteile (&&30-38)
8. G. Kohler Gemeinsinn oder: Über das Gute am Shönen.Von der Geschmackslehre zur Teleologie (&&39-42)
9. A. Kablitz Die Kunst und ihre prekäre Opposition zur Natur (&&43-50)
10. S. Mathisen Kants System der schönen Künste (&&51-54)
11. B.Recki Die Dialektik der ästhetischen Urteilskraft und die Methodenlehre des Geschmacks (&&55-60)
12. P.Giordanetti Objektive Zweckmäßigkeit, ojektive und formale Zweckmäßigkeit, relative Zweckmäßigkeit(&&61-63)
13. I. Goy Die Teleologie der organischen Natur (&&64-68)
14. E. Watkins Die Antinomie der teleologischen Urteilskraft und Kants Ablehnung alternativer Teleologien (&&69-71 und &&72-73)
15. E. Förster Von der Eigentümlichkeit unseres Verstands in Ansehung der Urteilkskraft (&&74-78)
16. S. Roth Kant und die Biologie seiner Zeit (&&79-81)
17. O. Höffe Der Mensch als Endzweck ( &&82-84)
18. G. Cunico Erklärungen für das Übersinnliche: physikotheologischer und moralischer Gottesbeweis (&85-89)
19. K.Ameriks Status des Glaubens (&&90-91) und Allgemeine Anmerkung über Teleologie
20. O. Höffe Urteilskraft und Sittlichkeit. Ein moralischer Rückblick auf die dritte Kritik

### Comentarios generales y ensayos
- Cassirer H. W. A Commentary On Kants Critique of Judgment ,1938
- Martínez Marzoa F. Desconocida raíz común ( estudio sobre la teoría kantiana de lo bello),1987.
- Rivera de Rosales J.C. Kant: la "crítica del Juicio teleológico" y la corporalidad del sujeto,1998. ISBN 84-362-3649-1